# (34138) Frasso Sabino
(34138) Frasso Sabino est un astéroïde de la ceinture principale.

## Description
(34138) Frasso Sabino est un astéroïde de la ceinture principale. Il fut découvert le 25 août 2000 à Frasso Sabino par l'observatoire de Frasso Sabino. Il présente une orbite caractérisée par un demi-grand axe de 2,60 UA, une excentricité de 0,19 et une inclinaison de 15,6° par rapport à l'écliptique.

## Compléments